# Valtorta
Valtorta là một đô thị ở tỉnh Bergamo trong vùng Lombardia, có vị trí cách khoảng 60 km về phía đông bắc của Milano và khoảng 35 km về phía tây bắc của Bergamo. Tại thời điểm ngày 31 tháng 12 năm 2004, đô thị này có dân số 331 người và diện tích là 30.5 km².
Valtorta giáp các đô thị: Barzio, Cassiglio, Gerola Alta, Introbio, Ornica, Vedeseta.

## Ski
From Valtorta start a cable way that allove the tourist to reach tha ski zone of Piani di Bobbio. At Ceresole there is also a cross country ski track.

## Links
- http://www.pianidibobbio.com/